# رابرت دوکوورث
رابرت دوکوورث (انگلیسی: Robert Duckworth; Q3 1870 – 1924 (aged 53 or 54)) بازیکن فوتبال اهل پادشاهی متحد بریتانیای کبیر و ایرلند بود.
از باشگاه‌هایی که در آن بازی کرده‌است می‌توان به باشگاه فوتبال لینکولن سیتی و باشگاه فوتبال برنلی اشاره کرد.